# Espírito Santo na arte cristã

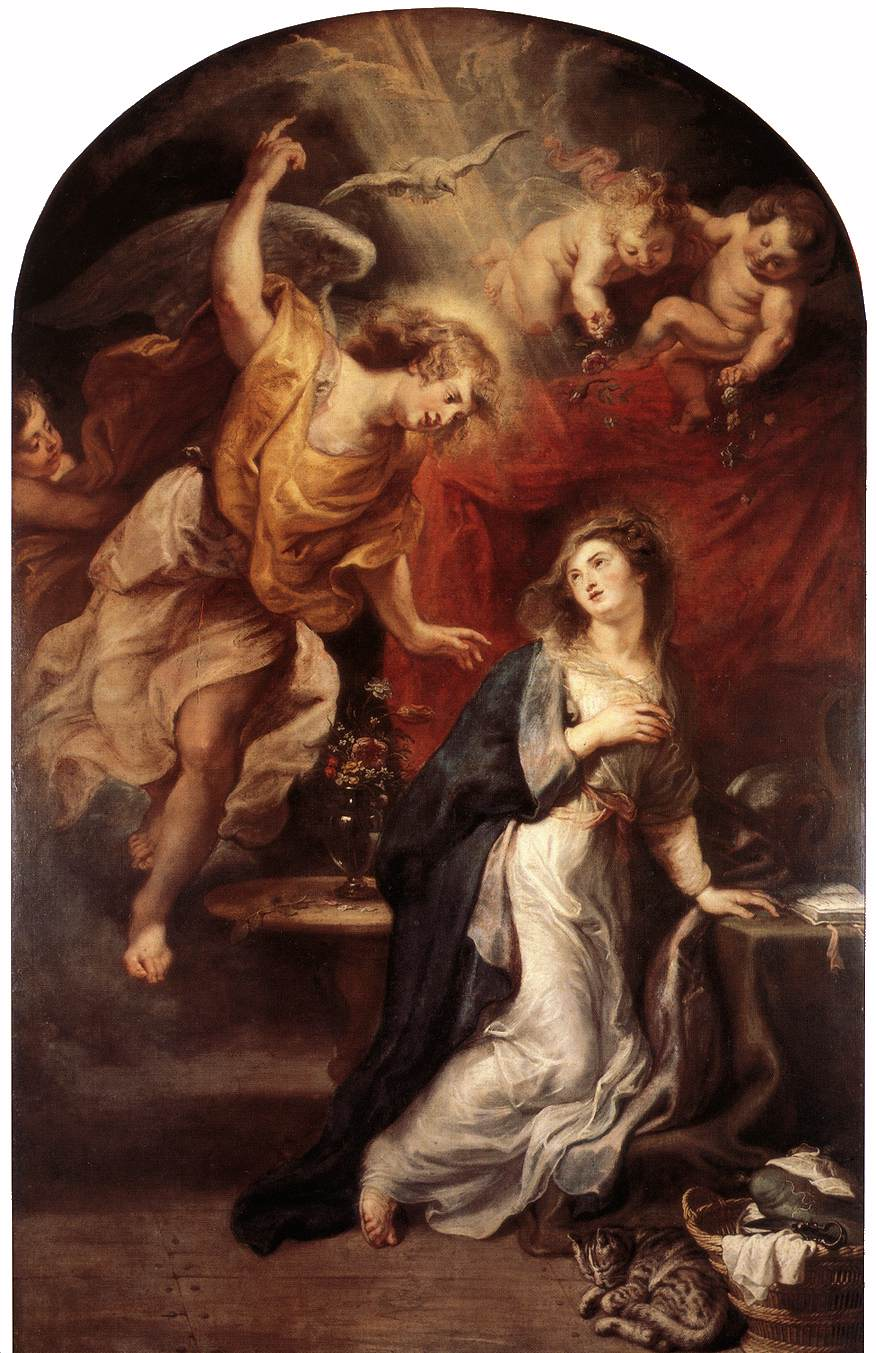
O Espírito Santo como um pomba na Anunciação de Rubens, 1628

O Espírito Santo tem sido retratado na arte cristã na cristianismo oriental e no ocidental usando uma variedade de representações.
Para a maioria das denominações cristãs, o Espírito Santo é considerado a terceira pessoa da Santíssima Trindade, um Deus Uno e Trino manifestado como Deus Pai, Deus Filho e Deus Espírito Santo, sendo cada entidade Deus em si.
O Espírito Santo é muitas vezes descrito como uma pomba, com base no relato do Espírito Santo descendo como uma pomba sobre Jesus em Seu Batismo. Em muitas pinturas da Anunciação, o Espírito Santo é mostrado na forma nesta forma, descendo em direção a Virgem Maria em raios de luz, enquanto o [[Arcanjo Gabriel| anuncia a vinda de Cristo.
A pomba também faz paralelo com a que trouxe o ramo de oliveira para Noé após o dilúvio, como símbolo de paz.

## Galeria

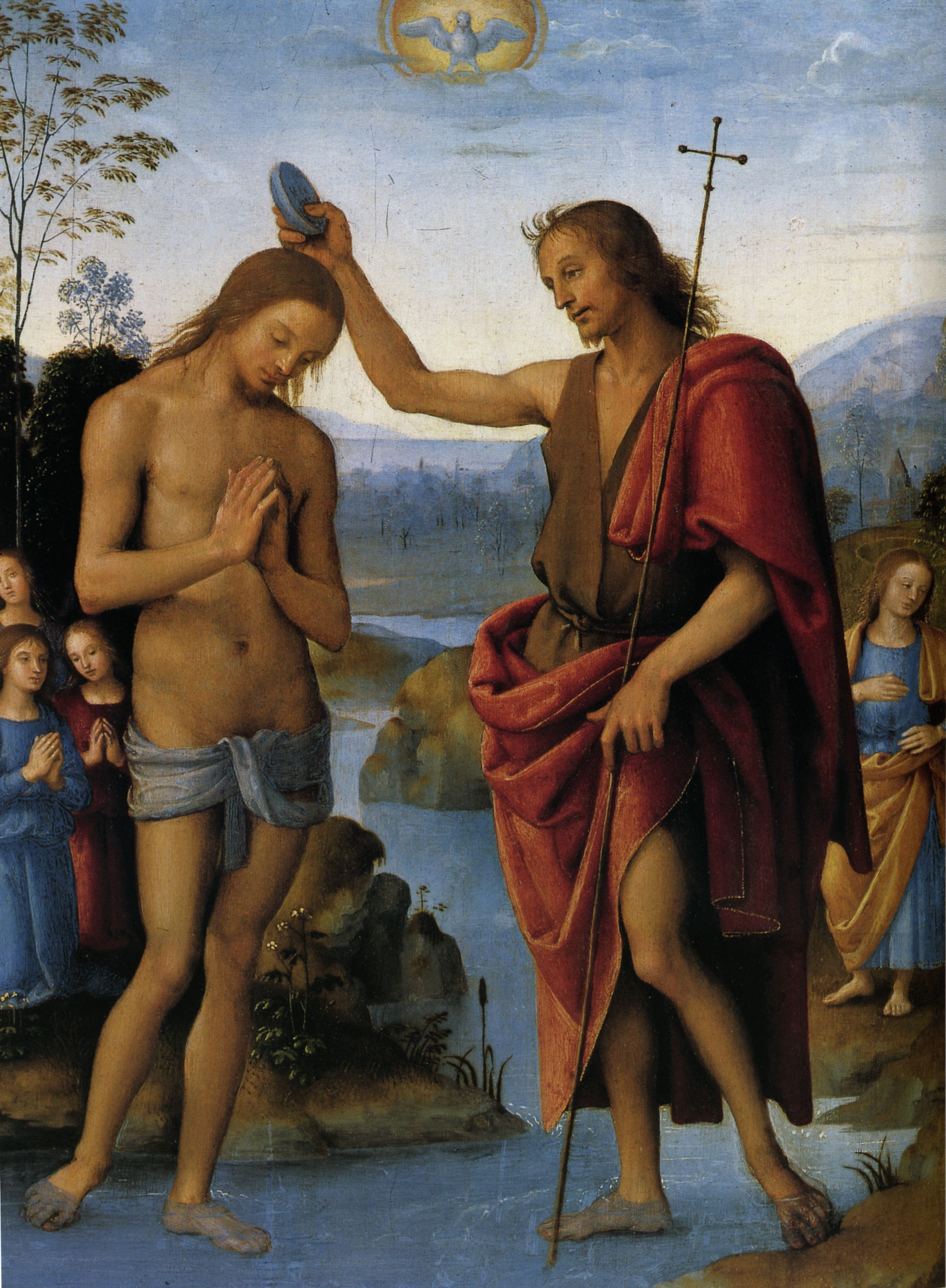
Batismo de Cristo por Pietro Perugino, c. 1498
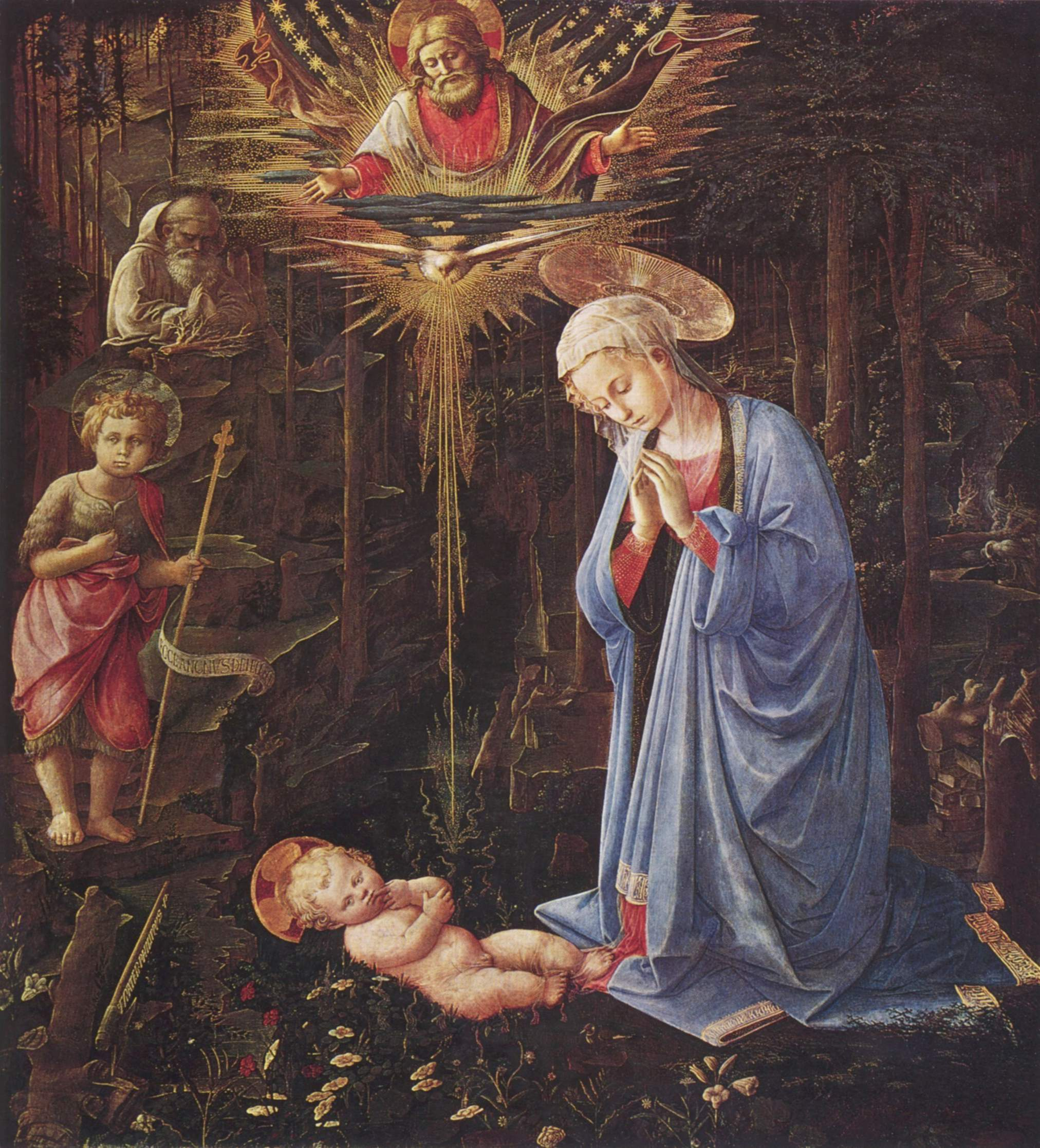
Cena de Filippo Lippi, 1459
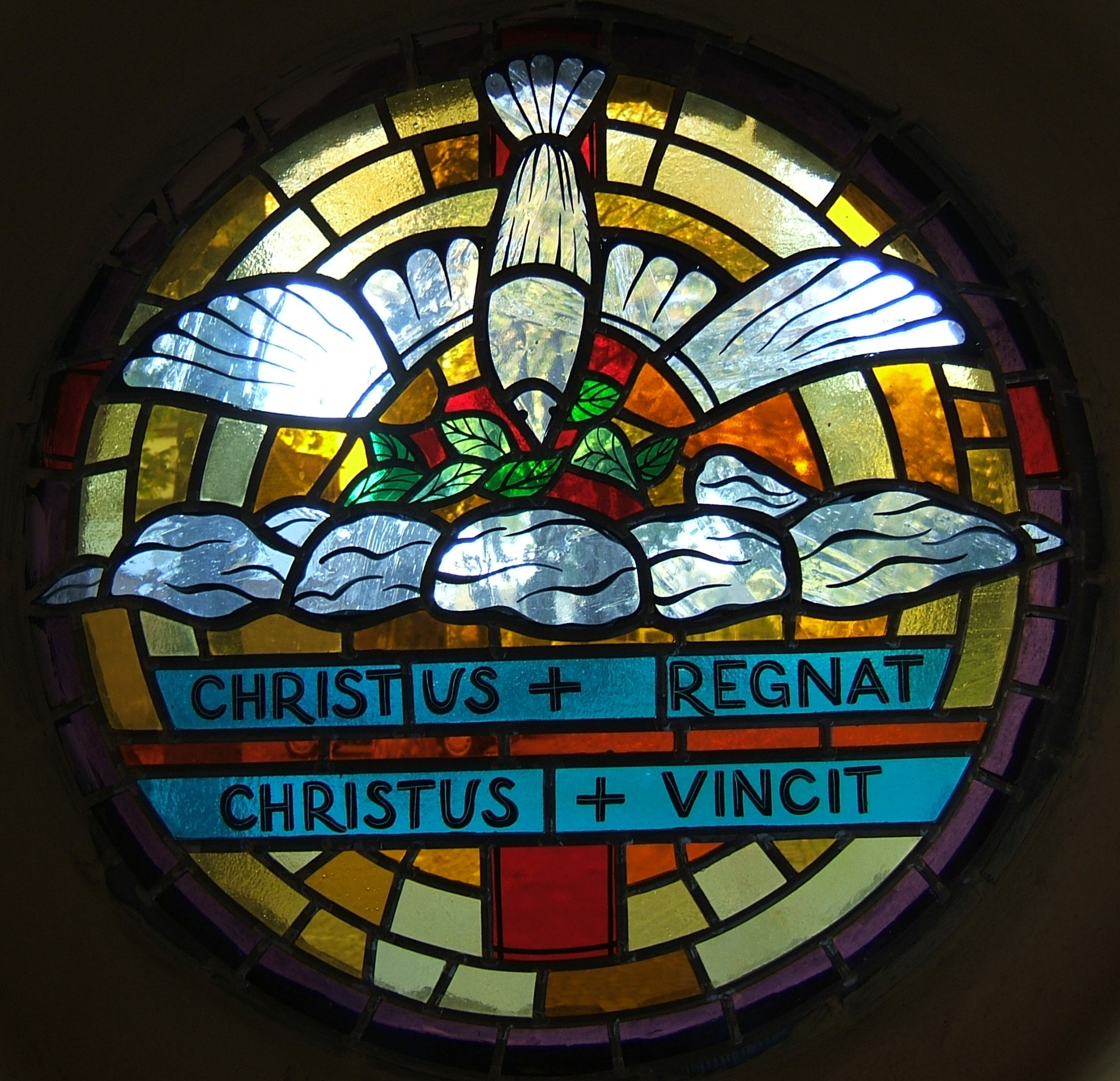
Vitral, Zabrze, Polônia

### Na Trindade

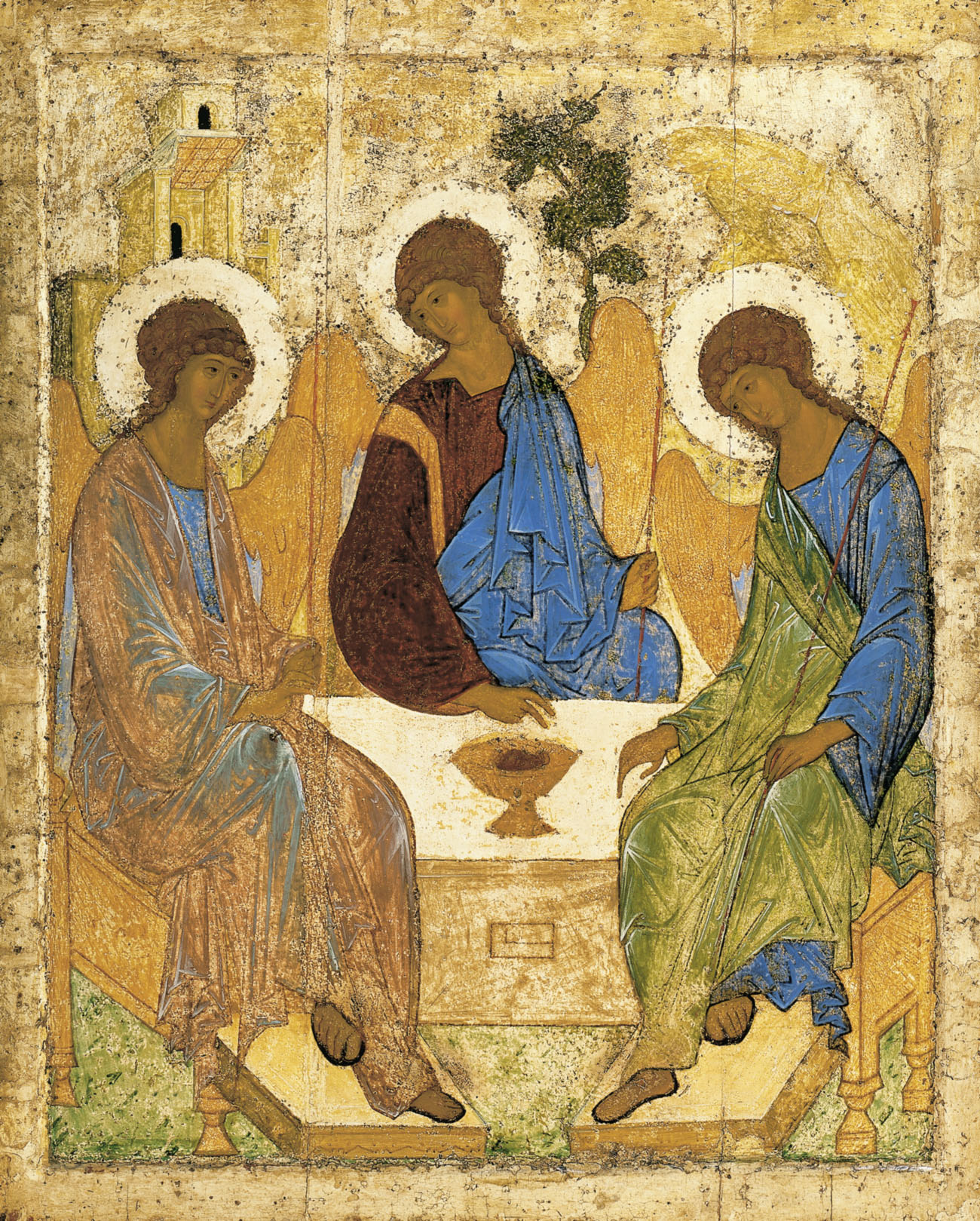
Trindade de Andrei Rublev, representando o Pai, o Filho e o Espírito Santo.
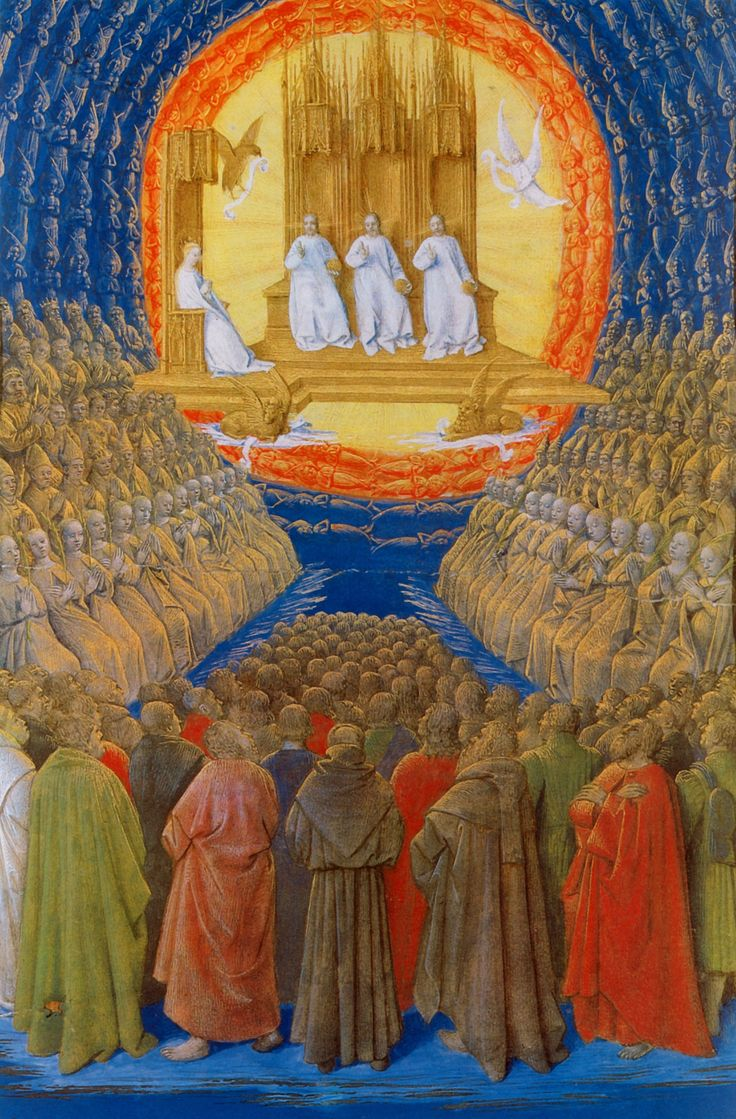
Trindade e todos os santos, Jean Fouquet, sec. XV
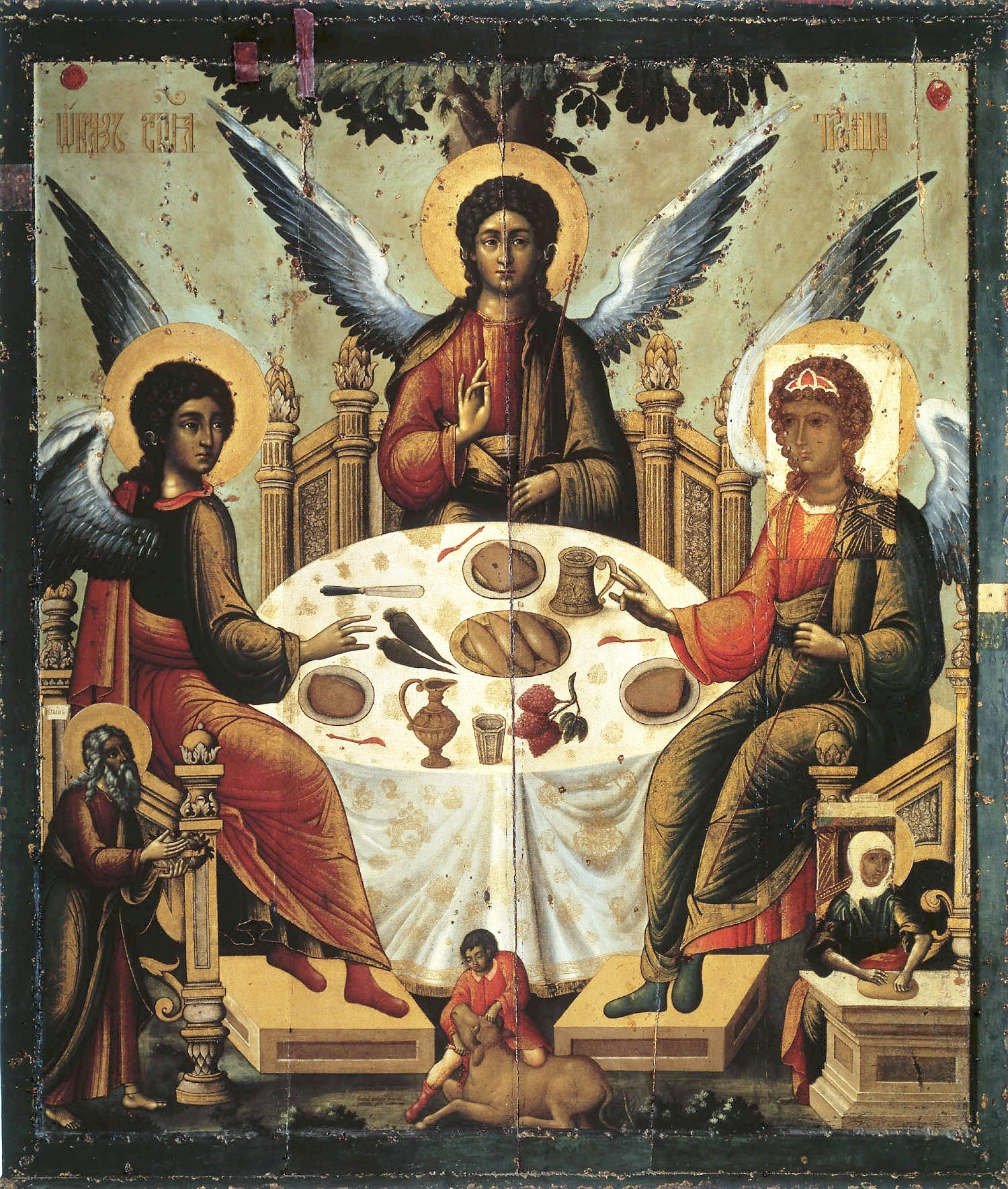
Ícone russo da Santíssima Trindade

### Pentecostes

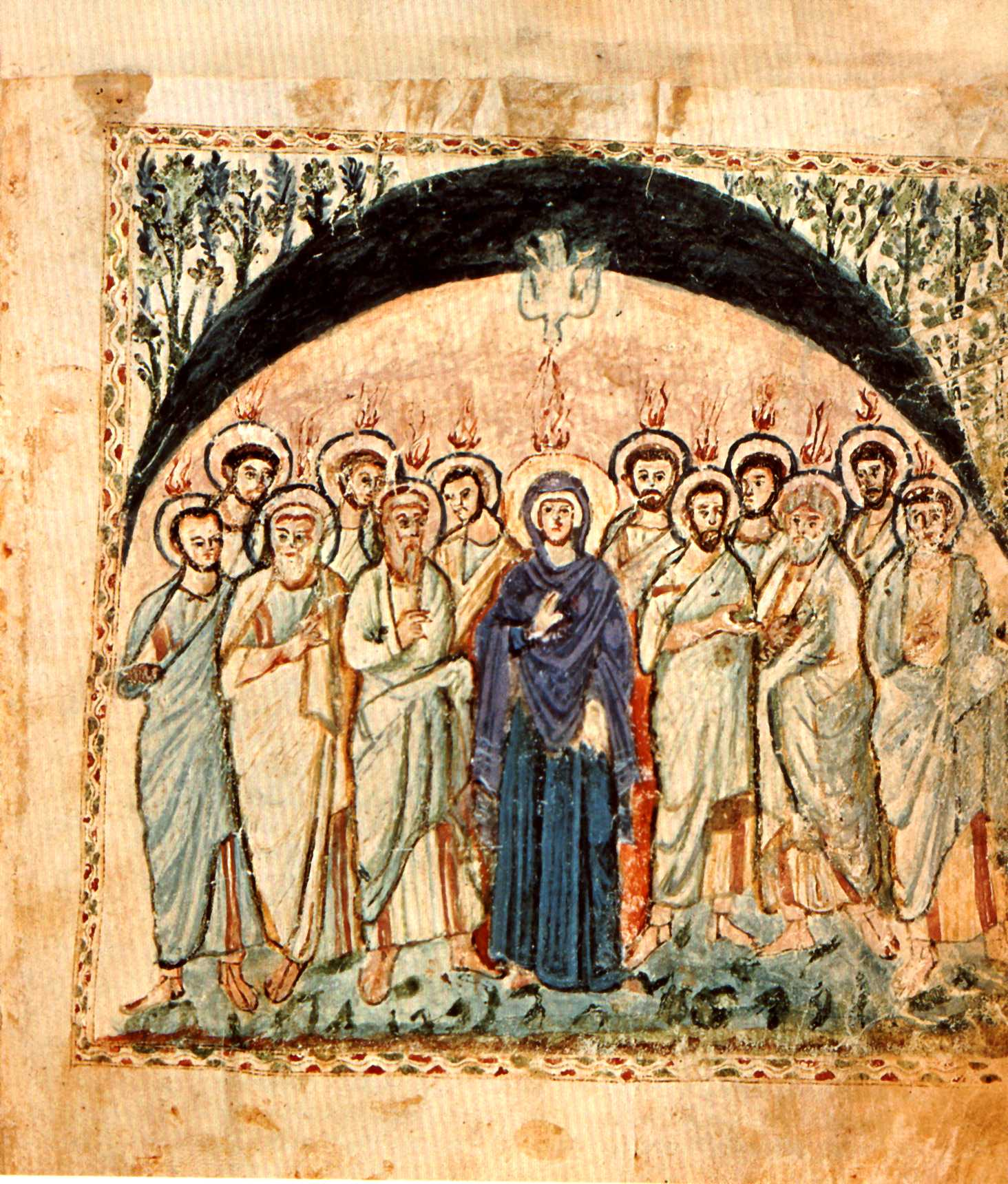
Representação inicial dos Evangelhos de Rabbula, século VI
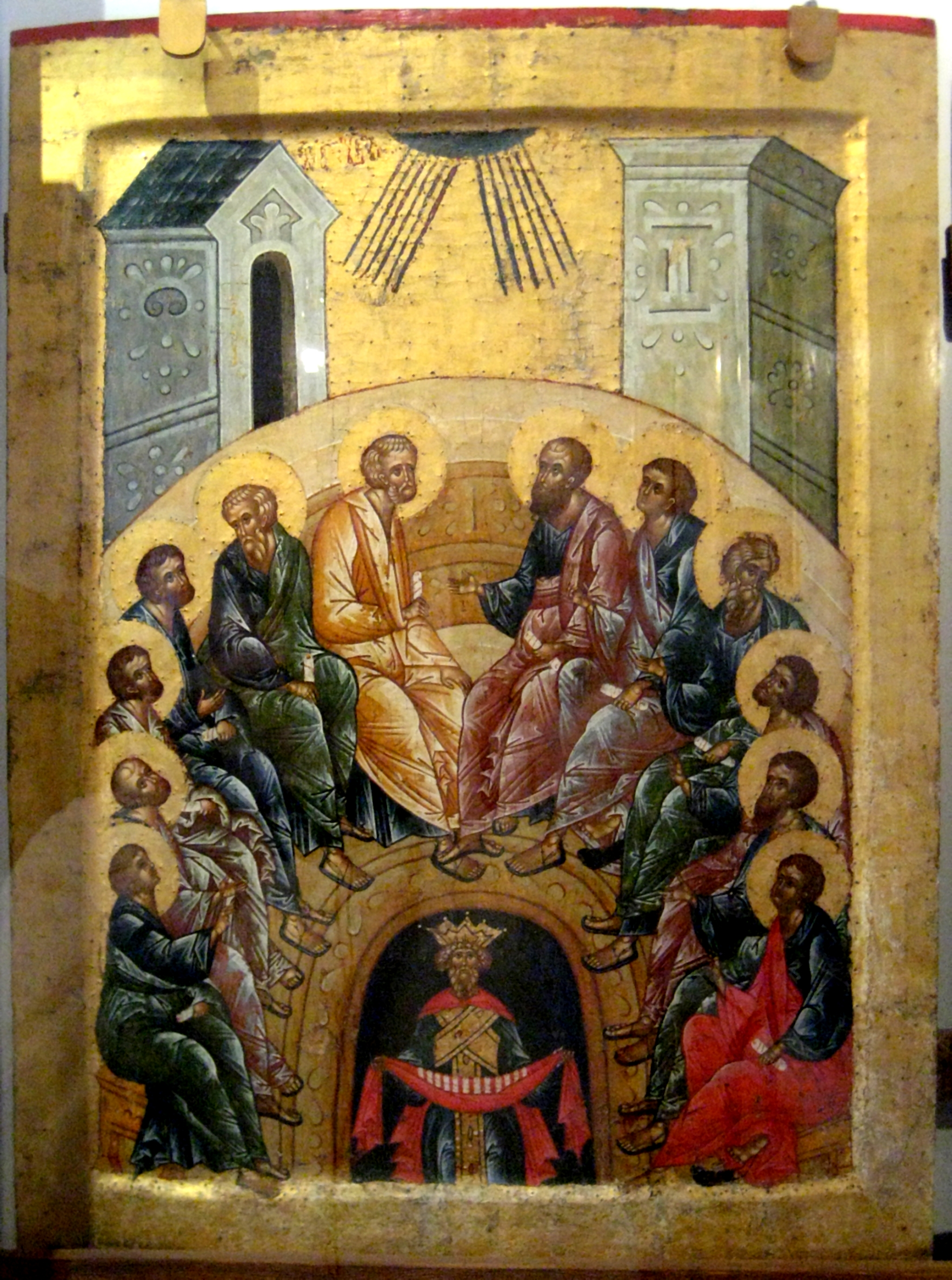
Ícone russo, séc. XV
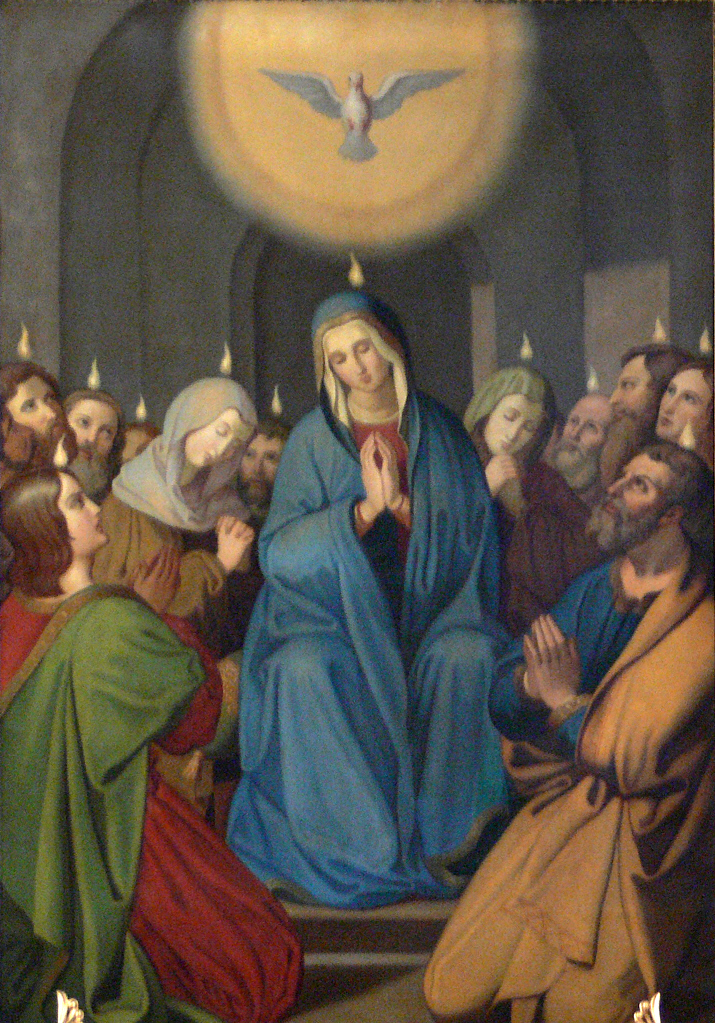
Ravensburg, Alemanha, 1867
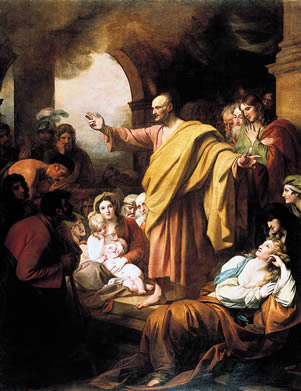
Benjamin West, séc. XIX.